# قطعنامه ۱۴۶۲ شورای امنیت
قطعنامه ۱۴۶۲ شورای امنیت سازمان ملل متحد که در تاریخ ۳۰ ژانویه ۲۰۰۳ تصویب شد، سندی بین‌المللی دربارهٔ بررسی وضعیت در گرجستان است. این قطعنامه طی نشست ۴۶۹۷ام با ۱۵ رای موافق، ۰ مخالف و ۰ ممتنع تصویب شد.